# 365 (szám)
A 365 (római számmal: CCCLXV) egy természetes szám, félprím, az 5 és a 73 szorzata.

## A szám a matematikában
A tízes számrendszerbeli 365-ös a kettes számrendszerben 101101101, a nyolcas számrendszerben 555, a tizenhatos számrendszerben 16D alakban írható fel.
A 365 páratlan szám, összetett szám, azon belül félprím, kanonikus alakban az 51 · 731 szorzattal, normálalakban a 3,65 · 102 szorzattal írható fel. Négy osztója van a természetes számok halmazán, ezek növekvő sorrendben: 1, 5, 73 és 365.
A 365 négyzete 133 225, köbe 48 627 125, négyzetgyöke 19,10497, köbgyöke 7,14657, reciproka 0,0027397. A 365 egység sugarú kör kerülete 2293,36264 egység, területe 418 538,68127 területegység; a 365 egység sugarú gömb térfogata 203 688 824,9 térfogategység.